# جيما فلين
جيما فلين (بالإنجليزية: Gemma Flynn)‏ هي لاعب هوكي الحقل نيوزيلندية، ولدت في 2 مايو 1990 في تاورانجا في نيوزيلندا.

## وصلات خارجية
- جيما فلين على موقع الاتحاد الدولي للهوكي (الإنجليزية)
- جيما فلين على موقع اللجنة الأولمبية الدولية (الإنجليزية)
- جيما فلين على موقع أوليمبيديا (الإنجليزية)
- جيما فلين على موقع اللجنة الأولمبية النيوزيلندية (الإنجليزية)
- جيما فلين على موقع اتحاد ألعاب الكومنولث (مؤرشف) (الإنجليزية)